# 子贡
端木赐（前520年—前456年），複姓端木，春秋末年衞國人，字子贡（古同子赣）。孔子的得意门生，孔门十哲之一，“受业身通”的弟子之一，少孔子三十一歲。孔子曾称其为“瑚琏之器”，在孔門十哲中以言語聞名。萬仞宮牆典故，出自子贡稱贊孔夫子之學問高深。
子贡利口巧辞，善于雄辩，且有干济才，办事通达。曾任鲁、衞两国之相国。他还善于貨殖，曾经经商于曹国、鲁国两国之间，富致千金，为孔子弟子中首富。孔子去世前子贡未能赶到，孔子去世后，子贡守丧六年，为孔子弟子中为孔子守丧最长者。
後世，題辭輓商界有成就之人逝世，常以「端木遺風」等，甚至有人奉之為財神。「端木遺風」指子贡遗留下来的诚信经商的风气。子贡善货殖，有“君子爱财，取之有道”之风，为后世商界所推崇。司马迁在《史记·货殖列传》中对子贡经商事有记载。與陶朱公范蠡齊名，為儒商初祖。嫡傳子貢之學的孫子為端木叔。子贡死于齐国。

## 生平

### 田常攻魯
齊國大夫田常要攻打魯國，以威攝齊國國內高氏、國氏、鮑氏、晏氏等卿大夫等四大家族。是父母之國的魯國，最後由子貢出馬。
子貢先出使齊國，说服田常，讓其同意放棄攻打鲁國而先攻吴國。又到吳國說服吴王先別打越國而攻齊國，最後说服晋國休兵御齐。最终吴败齐，而田常乱。吴复攻晋，为晋所败。越勾践趁势灭吴而霸。所谓：子贡一出，十年而存魯、亂齊、破吳、强晉、霸越。子贡也因此而闻名于诸侯。

### 前479年
前479年3月9日（鲁哀公十六年四月己丑日，儒略历3月9日，格里历3月4日，夏历二月十一），孔子歿，終年七十三歲，被葬于曲阜城北的泗水岸边。众弟子为其服丧3年，子贡为孔子守坟6年。

## 子貢的口才
子貢口才很好，被列在言語科，擅長說服、探問、和評論，也就是在政治和商業方面的重要能力。說服事蹟請見上方齊吳之戰。
探問則是他獨特的訪談技巧。當子貢要問孔子老師一個重要問題時（例如政治立場、或仕官意願），直接問可能太魯莽，招致老師不悅而不願意回答。所以他會找尋一個類比，問孔子在那個類比事件的態度如何，而後推測孔子在真正問題上的態度如何。
冉有曰：「夫子為衛君乎？」子貢曰：「諾；吾將問之。」入，曰：「伯夷﹑叔齊何人也？」曰：「古之賢人也。」曰：「怨乎？」曰：「求仁而得仁，又何怨？」出，曰：「夫子不為也。」（論語7.15）
子貢曰：「有美玉於斯，韞(櫝)而藏諸？求善賈而沽諸？」子曰：「沽之哉！沽之哉！我待賈者也！」（論語9.13）
除了主動地探問，被動反問也是他的強項。孔子有時候對話從天外飛來一句開始，但其實不是要問問題，而是要表達自己的意見。悟性較差的曾子只會「是」，孔子就懶得繼續說了。但子貢會用開放式問句反問孔子，讓老師暢所欲言。
子曰：「莫我知也夫！」子貢曰：「何為其莫知子也？」子曰：「不怨天，不尤人；下學而上達。知我者，其天乎！」（論語14.36）
子曰：「賜也，女以予為多學而識之者與？」對曰：「然，非與？」曰：「非也！予一以貫之。」（論語15.3）
在評價他人方面，子貢算滿謹慎的，論語中記載不少他對孔子和顏回的稱讚，即使他個人事業極為成功，各界名人紛紛讚頌他比孔子厲害，他還是從不同的角度表達自己不如老師的地方。
子謂子貢曰：「女與回也，孰愈？」對曰：「賜也，何敢望回？回也，聞一以知十；賜也，聞一知二。」子曰：「弗如也；吾與女，弗如也。」（論語5.9）
子禽問於子貢曰：「夫子至於是邦也，必聞其政，求之與？抑與之與？子貢曰：「夫子溫﹑良﹑恭﹑儉﹑讓以得之。夫子之求之也，其諸異乎人之求之與？」（論語1.10）
叔孫武叔語大夫於朝曰：「子貢賢於仲尼。」子服景伯以告子貢。子貢曰：「譬之宮牆：賜之牆也及肩，窺見屋家之好；夫子之牆數仞，不得其門而入，不見宗廟之美，百官之富。得其門者或寡矣！夫子之云，不亦宜乎！」（論語19.23）
叔孫武叔毀仲尼。子貢曰：「無以為也！仲尼不可毀也。他人之賢者，丘陵也，猶可踰也；仲尼，日月也，無得而踰焉。人雖欲自絕，其何傷於日月乎？多見其不知量也！」（論語19.24）
陳子禽謂子貢曰：「子為恭也，仲尼豈賢於子乎？」子貢曰：「君子一言以為知，一言以為不知，言不可不慎也！夫子之不可及也，猶天之不可階而升也。夫子之得邦家者。所謂『立之斯立，道之期行，綏之期來，動之斯和。其生也榮，其死也哀』；如之何其可及也？」（論語19.25）
子貢不僅很會說話，也很會接話，而且很會安慰不得志的孔子。孔子平常都表現的很樂天知命（「不患人不己知」），但在子貢面前竟會吐露心中深深的失落感，可見子貢很會安慰人，讓孔子願意對他訴苦。他確實很會鼓勵老師。
子曰：「莫我知也夫！」子貢曰：「何為其莫知子也？」子曰：「不怨天，不尤人；下學而上達。知我者，其天乎！」（論語14.36）
子曰：「予欲無言！」子貢曰：「子如不言，則小子何述焉？」子曰：「天何言哉！四時行焉，百物生焉；天何言哉？」（論語17.17）

## 孔子評價
由於尚未達到「恕」的境界，孔子僅僅肯定他的工作能力，認為他足以稱為「士」，但仍然不足以為成行仁的君子。
「賜也達，於從政乎何有？」（論語6.8）
「賜不受命，而貨殖焉；億則屢中。」（論語11.18）
子貢問曰：「何如斯可謂之士矣？」子曰：「行己有恥；使於四方，不辱君命；可謂士矣。」（論語13.20）
子貢問曰：「賜也何如？」子曰：「女，器也。」曰：「何器也？」曰：「瑚璉也。」（論語5.4）
其中最后一句孔子回答：「女，器也。」这并非是一种赞赏，而是一种旁敲侧击的提醒。因为论语中另有孔子的论述，子曰：「君子不器。」
子贡很明显没有理解孔子关于器的意思，继续问「何器也？」这也说明孔子不认为子贡能够被称为君子。

## 歷代追封
- 唐开元二十七年（739年），追封其为“黎侯”。
- 宋大中祥符二年（1009年），加封为“黎公”。
- 明嘉靖九年，改称“先贤端木子”。

## 軼事
2022年香港中學文憑試中國語文科試卷三聆聽及綜合能力考試的主題為「社會企業」。透過錄音聲帶中老師的介紹，他認為現代的「社企精神」與儒商文化是相通的，而中國歷史上首先將儒家思想和營商結合起來的是子貢。

## 延伸阅读
```
[
在维基数据
编
辑
]
```

 《史記/卷129》，出自司馬遷《史記》